# El fabricante de fantasmas
El fabricante de fantasmas es una obra teatral del escritor argentino Roberto Arlt. Fue escrita en 1932 y estrenada en el Teatro Argentino de Buenos Aires, en 1936. La compañía que lo puso en escena estaba integrada por Milagros de la Vega, María Esther Podestá y Juan José Perelli. La obra fue un fracaso y fue repuesta años después por elencos de aficionados.

## La obra
El fabricante de fantasmas tiene como principal protagonista a Pedro, un escritor fracasado, casado con una mujer que lo humilla en forma constante. Para librarse de ella, la asesina. Tiene una nueva pareja, consigue éxito como dramaturgo, pero se ve acosado por los fantasmas que su mente inventó para las piezas teatrales que creó.
Los fantasmas, seres siniestros, formas que adquiere su propio interior, lo persiguen atormentándolo. La realidad y lo onírico se entrecruzan en un mundo de locura en el que Pedro, impulsado por sus remordimientos, ha entrado y del que no consigue escapar y que lo lleva a un desenlace trágico.
La obra, de estilo vanguardista, tiene características pirandelianas, de teatro dentro del teatro, con algo del grotesco y de melodramático. El remordimiento que experimenta el protagonista tiene una clara influencia en la culpa de Raskólnikov, de Crimen y Castigo, la novela de Fiódor Dostoyevski.